# 曼農 (伊利諾伊州)
曼農（英語：Mannon）是位於美國伊利諾伊州默瑟縣的一個非建制地區。該地的面積和人口皆未知。

## 地理
曼農的座標為41°13′52″N 90°57′25″W / 41.23111°N 90.95694°W，而該地的平均海拔高度為176米（即577英尺）。